# Guan Daosheng
Guan Daosheng ou Kuan Tao-shêng (chinois 管道昇), née à Huzhou en 1262, morte en 1319, était une peintre, poétesse et calligraphe chinoise de la dynastie Yuan. 
L'empereur Ren fut un grand collectionneur de l'œuvre de Guan Daosheng et des calligraphies de son fils Zhao Yong et de son mari Zhao Mengfu.

## Œuvre
En tant que peintre, Guan Daosheng est principalement connue pour ses peintures de bambous, qui étaient considérés comme un symbole masculin, donc ses peintures étaient une forme de transgression. Avec humour, elle calligraphie sur l’une de ses œuvres : « Jouer du pinceau et de l’encre est une chose masculine, et pourtant j’ai fait cette peinture. Ne dirait-on pas que j’ai osé transgresser ? ».
S'il reste peu de chose de l'œuvre poétique de Guan Daosheng, son Poème de toi et moi (Wo nong ci), écrit après que son mari eut déclaré son intention de prendre une concubine, est resté fameux.